# غونزالو دياز
غونزالو دياز (11 يوليو 1937 سيستاو إسبانيا - ) هو لاعب كرة قدم إسباني يلعب كمهاجم.